# 比列伊基
50°56′34″N 31°5′40″E / 50.94278°N 31.09444°E
比列伊基（烏克蘭語：Білейки），是烏克蘭北部的村莊，隸屬切爾尼希夫州的切爾尼希夫區。該村始建於1658年，面積0.87平方公里，海拔高度100米，2001年人口256，人口密度每平方公里293.58人。